# Armilla
Armilla je město nacházející se v autonomním společenství Andalusie, v provincii Granada, ve Španělsku. Žije zde přibližně 25 tisíc obyvatel.

## Partnerská města
- Ílion, Řecko

## Politika
Výsledky komunálních voleb z května 2011 byly: 
| Politická strana                         | Hlasy | %     | Radní |
| ---------------------------------------- | ----- | ----- | ----- |
| Partido Socialista Obrero Español (PSOE) | 3 742 | 37,43 | 9     |
| Partido Popular (PP)                     | 2 827 | 28,28 | 6     |
| Unión Progreso y Democracia (UPyD)       | 1 554 | 15,55 | 3     |
| Independientes de Armilla (IDEA)         | 906   | 9,06  | 2     |
| Izquierda Unida (IU)                     | 767   | 7,67  | 1     |

## Podnebí
| Armilla – podnebí           | Armilla – podnebí | Armilla – podnebí | Armilla – podnebí | Armilla – podnebí | Armilla – podnebí | Armilla – podnebí | Armilla – podnebí | Armilla – podnebí | Armilla – podnebí | Armilla – podnebí | Armilla – podnebí | Armilla – podnebí | Armilla – podnebí |
| Období                      | leden             | únor              | březen            | duben             | květen            | červen            | červenec          | srpen             | září              | říjen             | listopad          | prosinec          | rok               |
| --------------------------- | ----------------- | ----------------- | ----------------- | ----------------- | ----------------- | ----------------- | ----------------- | ----------------- | ----------------- | ----------------- | ----------------- | ----------------- | ----------------- |
| Průměrné denní maximum [°C] | 12,2              | 14,1              | 17,0              | 18,8              | 23,1              | 28,8              | 33,5              | 33,2              | 28,5              | 21,9              | 16,2              | 13,1              | 21,7              |
| Průměrná teplota [°C]       | 6,8               | 8,4               | 10,7              | 12,6              | 16,5              | 21,3              | 25,3              | 25,1              | 21,2              | 15,7              | 10,6              | 7,9               | 15,2              |
| Průměrné denní minimum [°C] | 1,3               | 2,6               | 4,3               | 6,4               | 9,8               | 13,9              | 17,1              | 17,1              | 14                | 9,5               | 5,1               | 2,8               | 8,7               |
| Průměrné srážky [mm]        | 44                | 36                | 37                | 40                | 30                | 16                | 3                 | 3                 | 17                | 40                | 46                | 49                | 361               |
| Zdroj: AEMET 1971-2000      |                   |                   |                   |                   |                   |                   |                   |                   |                   |                   |                   |                   |                   |